# Межецкий, Роберт Янович
Ро́берт Я́нович Меже́цкий (латыш. Roberts Mežeckis; 29 января 1981, Рига, Латвийская ССР, СССР) — латвийский футболист, защитник национальной сборной Латвии, двукратный бронзовый призёр Высшей лиги Латвии, ныне сотрудник Латвийской футбольной федерации.

## Биография
Роберт Межецкий — сын генерального секретаря Латвийской футбольной федерации Яниса Межецкого. Свою профессиональную футбольную карьеру начал в 2000 году в составе клуба «Полиции». В 2001 году перешёл в «Сконто», но так и не провёл ни одной игры за этот клуб.
В 2002 году Межецкий вернулся в ряды, теперь уже объединённого, «ПФК/Даугава», а в начале 2003 года перешёл в «Ригу». В клубе «Рига» он играл вплоть до 18 июля 2008 года, когда, с помощью решения Дисциплинарного комитета ЛФФ, разорвал контракт с клубом и в тот же день присоединился к клубу «Сконто».
В феврале 2009 года Межецкий отправился на просмотр в ирландский клуб «Корк Сити», с которым 17 февраля подписал контракт, сроком на один год. Но сыграть полноценный сезон ему не удалось, из-за травмы ахиллового сухожилия, он решил вернуться в Латвию для проведения операции.
После проведения операции Межецкому не стало лучше, поэтому в сентябре 2009 года он объявил о завершении своей футбольной карьеры.
В национальную сборную Латвии Межецкий впервые был вызван 19 мая 2008 года, а 20 августа 2008 года, в товарищеском матче со сборной Румынии, он дебютировал в составе сборной.